# Ligne principale Ōigawa
La ligne principale Ōigawa (大井川本線, Ōigawa hon-sen) est une ligne ferroviaire de la compagnie Ōigawa Railway située dans la préfecture de Shizuoka au Japon. Elle relie la gare de Kanaya à Shimada à la gare de Senzu à Kawanehon.

## Histoire
La ligne est construite par étapes entre 1927 et 1931. Elle est électrifiée en 1949.
La gare de Kadode est ouverte le 12 novembre 2020. La gare de Gaku est renommée Gōkaku à cette date.

## Caractéristiques

### Ligne
- écartement des voies : 1 067 mm
- nombre de voies : 1
- électrification : 1 500 V cc par caténaire

### Services

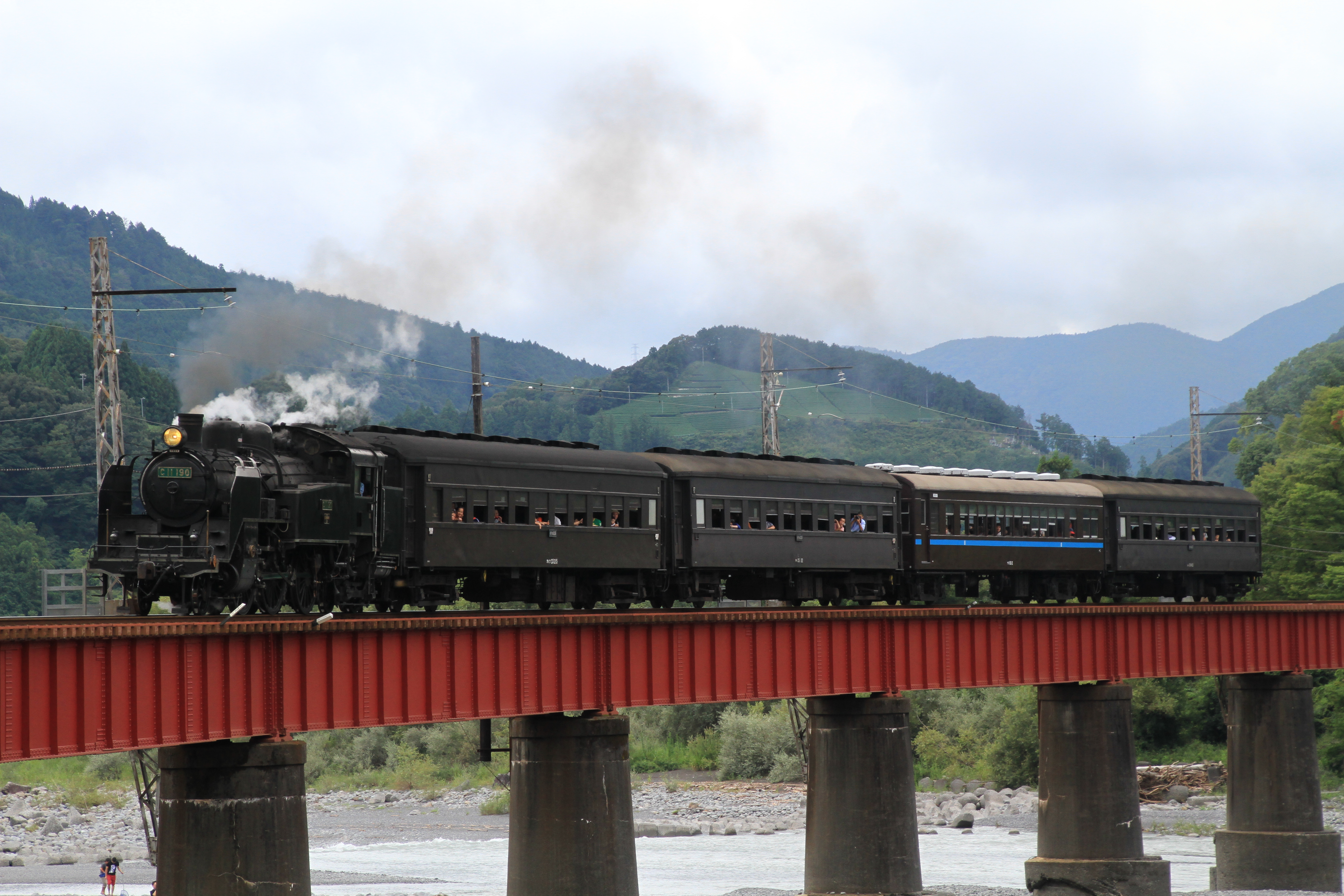
Train à vapeur sur la ligne.

La ligne est desservie par des trains omnibus et quelques services express effectués en train à vapeur.

### Liste des gares
| Gare                 | Nom japonais   | Distance (km) | Correspondances        | Localisation |
| -------------------- | -------------- | ------------- | ---------------------- | ------------ |
| Kanaya               | 金谷           | 0             | JR Central : Tōkaidō   | Shimada      |
| Shin-Kanaya          | 新金谷         | 2,3           |                        | Shimada      |
| Daikanchō            | 代官町         | 3,8           |                        | Shimada      |
| Higiri               | 日切           | 4,3           |                        | Shimada      |
| Gōkaku               | 合格           | 5,0           |                        | Shimada      |
| Kadode               | 門出           | 5,5           |                        | Shimada      |
| Kamio                | 神尾           | 9,8           |                        | Shimada      |
| Fukuyō               | 福用           | 12,3          |                        | Shimada      |
| Owada                | 大和田         | 14,8          |                        | Shimada      |
| Ieyama               | 家山           | 17,1          |                        | Shimada      |
| Nukuri               | 抜里           | 18,8          |                        | Shimada      |
| Kawaneonsen-Sasamado | 川根温泉笹間渡 | 20,0          |                        | Shimada      |
| Jina                 | 地名           | 22,9          |                        | Kawanehon    |
| Shiogō               | 塩郷           | 24,3          |                        | Kawanehon    |
| Shimoizumi           | 下泉           | 27,4          |                        | Kawanehon    |
| Tanokuchi            | 田野口         | 31,0          |                        | Kawanehon    |
| Suruga-Tokuyama      | 駿河徳山       | 34,1          |                        | Kawanehon    |
| Aobe                 | 青部           | 36,1          |                        | Kawanehon    |
| Sakidaira            | 崎平           | 37,2          |                        | Kawanehon    |
| Senzu                | 千頭           | 39,5          | Ōigawa Railway : Ikawa | Kawanehon    |